# Jason Varitek
Jason Andrew Varitek (født 11. april 1972) er en amerikansk baseballspiller født i Rochester, Michigan. Varitek har spillet hele sin major league-karriere for Boston Red Sox. Han er to gange blevet udnævnt til All-Star og Gold Glover. I 2005 blev han udnævnt til kaptajn for Red Sox, den tredje spiller, der blev givet denne ære. Hans kælenavn er "Tek" eller "The Captain".